# Josep Maria Vallès i Casadevall
Josep Maria Vallès Casadevall (Barcelona, 1940) es un profesor de ciencia política, abogado y político español, que fue Consejero de Justicia de la Generalidad de Cataluña entre los años 2003 y 2006.

## Biografía
Casado y con dos hijos, estudió Derecho en la Universidad de Barcelona, Ciencias políticas (Instituto de Estudios Políticos de París) y Dirección de empresas (ADE) en ESADE. Es catedrático emérito de Ciencia Política y de la Administración en la Universidad Autónoma de Barcelona. Fue decano de la Facultad de Ciencias Políticas y Sociología de esta universidad (1985-1990), donde también fue rector (1990-1994).
Su actividad política se inició en 1999, como socio y presidente de la asociación Ciutadans pel Canvi, impulsada por Pasqual Maragall, formando parte de la coalición electoral PSC- CpC. 
Fue diputado del Parlamento de Cataluña de esta coalición por la circunscripción de Barcelona en las elecciones de 1999 y 2003. 
Después de estas últimas, entró a formar parte del Gobierno de Cataluña 2003-2006 como Consejero de Justicia durante toda la legislatura. 
Ha sido presidente de la Asociación Española de Ciencia Política y de la Administración (2001-2003) y miembro del Executive Board del European Consortium for Political Research (ECPR). Ha presidido el Institut Català d'Avaluació de Polítiques Públiques (IVÀLUA) (2008-2013). Es miembro del Colegio de Abogados de Barcelona.  Entre otras publicaciones, es autor de Ciencia Política. Una introducción, convertido en manual de referencia en diversas facultades de Ciencias Políticas. 